# 874 Rotraut
A 874 Rotraut (ideiglenes jelöléssel 1917 CC) a Naprendszer kisbolygóövében található aszteroida. Max Wolf fedezte fel 1917. május 25-én, Heidelbergben.